# ジャバド・ネクナム
ジャバド・ネクナム（ペルシア語: جواد نکونام1980年9月7日 - ）は、イラン・テヘラン州出身の元サッカー選手、サッカー指導者。元イラン代表である。ポジションはミッドフィールダー。ネコウナムと表記されることもある。ペルシア語発音では、ネクーナームに近い。（ラテン文字転写のouはsoupのウーと同様の発音を想定している。）

## クラブ経歴
母国のパス・テヘランFCでは2003-04シーズンにペルシアン・ガルフ・プロリーグで優勝し、2005年にAFCチャンピオンズリーグでベスト8となった。2005年にアラビアン・ガルフ・リーグのアル・ワフダ・アブダビに移籍金100万ドル・5ヶ月の契約で移籍した。ドイツの1.FCカイザースラウテルンやイングランドのトッテナム・ホットスパーFCなどヨーロッパのいくつかのクラブがネクナムに注目していたが、2006年1月にはアル・ワフダと同じくUAEのアル・シャールジャSCCに移籍した。
CAオサスナ
2006 FIFAワールドカップでの好プレーによりドイツのヘルタ・ベルリンやフランスのオリンピック・リヨンやなどヨーロッパの多数のクラブがネクナムに興味を示し、最終的にプリメーラ・ディビシオンのCAオサスナと2年契約を結んだ。3年目の契約オプションが付けられ、違約金は500万ユーロに設定された。ネクナムはスペインのクラブと契約した初のイラン人サッカー選手であった。2006-07シーズンはリーグ戦24試合に出場して2得点し、UEFAカップ決勝トーナメント1回戦・FCジロンダン・ボルドー戦では延長29分に決勝点を決めるなど、活躍を見せた。シーズン終了後にはイラン年間最優秀選手に選ばれ、スコットランドのレンジャーズFCが移籍金100万ポンドを提示して獲得を狙ったが、このオファーはクラブに拒否された。2007年8月14日、右膝前十字靭帯を負傷し、ドイツ・アウクスブルクでの手術は成功したが、8ヶ月の離脱を余儀なくされた。
2007年11月24日、クラブは3年間の契約延長オファーを提示してネクナムへの信頼を示し、違約金は500万ユーロ（契約最終年は250万ユーロ）に引き上げられた。2008年2月にはトレーニングに復帰した。4月27日、バレンシアCF戦で70分にパチ・プニャルと代わって出場して復帰を果たすと、2008年8月31日のビジャレアルCF戦でクラブのシーズン初得点となるPKを決めた。シーズン中盤にはたびたびゴールネットを揺らし、2009年1月にはレアル・マドリード戦でも得点した。3月22日にホームで行われたRCDエスパニョール戦ではロスタイムに決勝点を決めた。2008-09シーズンはワルテル・パンディアーニに次いでクラブ2位の9得点を決めた。2009年夏、RCDエスパニョールとビジャレアルCFからオファーが届き、特に後者は500万ユーロの違約金を支払う姿勢を見せたが、ネクナムはCAオサスナで満足していることを繰り返し主張し、チームに残留した。
エステグラルFC
2012年7月21日、母国イランのエステグラルFCに1年契約で移籍。
アル・アラビ・ドーハ
2016年1月22日、カタール・スターズリーグのアル・アラビ・ドーハと4か月の契約を結んだ。
退団後、2016年6月30日に現役引退を表明した。

## 代表経歴
2000年1月のエクアドル戦でイラン代表デビューし、2002 FIFAワールドカップ・アジア予選中にレギュラーポジションを獲得したが、大陸間プレーオフのアイルランド戦では出場機会がなく、チームもアイルランドに敗れて本大会出場を逃した。2002年には夏の西アジアサッカー選手権2002でベスト4となり、秋のアジア競技大会2002では決勝でU-23日本代表を破って優勝した。2004年には西アジアサッカー選手権2004で優勝し、AFCアジアカップ2004でも活躍した。2006 FIFAワールドカップ・アジア予選ではラオス戦と北朝鮮戦で計3得点し、本大会ではイエローカードの累積で出場停止だったアンゴラとの3戦目以外の2試合はフル出場した。2007年にはAFCアジアカップに出場した。2009年6月、2010 FIFAワールドカップ・アジア予選の韓国戦で緑色（イラン国内の改革派のシンボルである）のリストバンドをつけて試合に出場したために代表の主力4人が無期出場停止処分を受ける出来事があった。処分を受けたのはアリ・カリミやメフディ・マハダヴィキアであり、後半からリストバンドをはずしたために処分を免れたのはネクナムとマスード・ショジャエイである。2010 FIFAワールドカップアジア最終予選ではサウジアラビア戦の同点弾、北朝鮮戦の決勝点、韓国戦の得点など活躍したが、本大会出場は逃した。

## 個人成績
| クラブ成績       | クラブ成績            | クラブ成績       | リーグ | リーグ                        | カップ   | カップ   | 国際大会   | 国際大会   | 通算 | 通算 |
| シーズン         | クラブ                | リーグ           | 出場   | 得点                          | 出場     | 得点     | 出場       | 得点       | 出場 | 得点 |
| イラン           | イラン                | イラン           | リーグ | リーグ                        | カップ   | カップ   | アジア     | アジア     | 通算 | 通算 |
| ---------------- | --------------------- | ---------------- | ------ | ----------------------------- | -------- | -------- | ---------- | ---------- | ---- | ---- |
| 1998–99          | パス・テヘラン        | 2部              | 23     | 2                             |          |          | -          | -          |      |      |
| 1999–00          | パス・テヘラン        | 2部              | 24     | 5                             |          |          | -          | -          |      |      |
| 2000–01          | パス・テヘラン        | 2部              | 21     | 5                             |          |          | -          | -          |      |      |
| 2001-02          | パス・テヘラン        | 1部              | 25     | 4                             |          |          | -          | -          |      |      |
| 2002–03          | パス・テヘラン        | 1部              | 25     | 7                             |          |          | -          | -          |      |      |
| 2003-04          | パス・テヘラン        | 1部              | 25     | 10                            |          |          | -          | -          |      |      |
| 2004-05          | パス・テヘラン        | 1部              | 25     | 9                             |          |          | 8          | 4          |      |      |
| 2005–06          | パス・テヘラン        | 1部              | 11     | 3                             | 0        | 0        | -          | -          | 11   | 3    |
| アラブ首長国連邦 | アラブ首長国連邦      | アラブ首長国連邦 | リーグ | リーグ                        | 大統領杯 | 大統領杯 | アジア     | アジア     | 通算 | 通算 |
| 2005–06          | アル・ワフダ          | 1部              | 11     | 3                             | 0        | 0        | -          | -          | 11   | 3    |
| 2005–06          | アル・シャールジャSCC | 1部              | 11     | 5                             | 3        | 3        | -          | -          | 14   | 8    |
| スペイン         | スペイン              | スペイン         | リーグ | リーグ                        | 国王杯   | 国王杯   | ヨーロッパ | ヨーロッパ | 通算 | 通算 |
| 2006–07          | CAオサスナ            | 1部              | 24     | 2                             | 3        | 0        | 11         | 1          | 38   | 3    |
| 2007–08          | CAオサスナ            | 1部              | 2      | 0                             | 0        | 0        | -          | -          | 2    | 0    |
| 2008–09          | CAオサスナ            | 1部              | 35     | 8                             | 2        | 0        | -          | -          | 37   | 8    |
| 2009–10          | CAオサスナ            | 1部              | 31     | 3                             | 2        | 0        | -          | -          | 31   | 3    |
| 2010–11          | CAオサスナ            | 1部              | 11     | 2                             | 1        | 0        | -          | -          | 12   | 2    |
| 通算             | イラン                | イラン           | 179    | 45\|\|\|\|\|\|8\|\|4\|\|\|\|  |          |          |            |            |      |      |
| 通算             | アラブ首長国連邦      | アラブ首長国連邦 | 22     | 8                             | 3        | 3        | -          | -          | 25   | 11   |
| 通算             | スペイン              | スペイン         | 103    | 15                            | 8        | 0        | 11         | 1          | 120  | 16   |
| 総通算           | 総通算                | 総通算           | 304    | 69\|\|\|\|\|\|19\|\|5\|\|\|\| |          |          |            |            |      |      |

## 代表歴

### 出場大会
- イラン代表
  - 2006 FIFAワールドカップ
  - 2014 FIFAワールドカップ

### 試合数
- 国際Aマッチ 150試合 39得点（2000年-2015年）[13]

| イラン代表 | 国際Aマッチ | 国際Aマッチ |
| 年         | 出場        | 得点        |
| ---------- | ----------- | ----------- |
| 2000       | 7           | 0           |
| 2001       | 11          | 0           |
| 2002       | 9           | 0           |
| 2003       | 10          | 0           |
| 2004       | 18          | 8           |
| 2005       | 11          | 4           |
| 2006       | 11          | 2           |
| 2007       | 8           | 4           |
| 2008       | 8           | 4           |
| 2009       | 8           | 2           |
| 2010       | 6           | 1           |
| 2011       | 10          | 5           |
| 2012       | 9           | 1           |
| 2013       | 8           | 6           |
| 2014       | 9           | 0           |
| 2015       | 7           | 2           |
| 通算       | 150         | 39          |

### 得点
| #  | 日時           | 場所               | 相手             | スコア | 結果     | 大会                                   |
| -- | -------------- | ------------------ | ---------------- | ------ | -------- | -------------------------------------- |
| 39 | 2015年3月31日  | ソルナ             | スウェーデン     | 1-3    | 敗北     | 親善試合                               |
| 38 | 2015年3月26日  | ザンクト・ペルテン | チリ             | 2-0    | 勝利     | 親善試合                               |
| 37 | 2013年11月18日 | ベイルート         | レバノン         | 4-1    | 勝利     | AFCアジアカップ2015 (予選)             |
| 36 | 2013年6月11日  | テヘラン           | レバノン         | 4-0    | 勝利     | 2014 FIFAワールドカップ・アジア4次予選 |
| 35 | 2013年6月11日  | テヘラン           | レバノン         | 4-0    | 勝利     | 2014 FIFAワールドカップ・アジア4次予選 |
| 34 | 2013年2月6日   | テヘラン           | レバノン         | 5-0    | 勝利     | AFCアジアカップ2015 (予選)             |
| 33 | 2013年2月6日   | テヘラン           | レバノン         | 5-0    | 勝利     | AFCアジアカップ2015 (予選)             |
| 32 | 2013年2月6日   | テヘラン           | レバノン         | 5-0    | 勝利     | AFCアジアカップ2015 (予選)             |
| 31 | 2012年10月16日 | テヘラン           | 韓国             | 1-0    | 勝利     | 2014 FIFAワールドカップ・アジア4次予選 |
| 30 | 2011年11月15日 | ジャカルタ         | インドネシア     | 4-1    | 勝利     | 2014 FIFAワールドカップ・アジア3次予選 |
| 29 | 2011年10月5日  | テヘラン           | パレスチナ       | 7-0    | 勝利     | 親善試合                               |
| 28 | 2011年9月2日   | テヘラン           | インドネシア     | 3-0    | 勝利     | 2014 FIFAワールドカップ・アジア3次予選 |
| 27 | 2011年9月2日   | テヘラン           | インドネシア     | 3-0    | 勝利     | 2014 FIFAワールドカップ・アジア3次予選 |
| 26 | 2011年1月2日   | アル・ラーヤンSC   | アンゴラ         | 1-0    | 勝利     | 親善試合                               |
| 25 | 2010年3月3日   | テヘラン           | タイ             | 1-0    | 勝利     | AFCアジアカップ2011予選                |
| 24 | 2009年11月14日 | テヘラン           | ヨルダン         | 1-0    | 勝利     | AFCアジアカップ2011予選                |
| 23 | 2009年2月11日  | テヘラン           | 韓国             | 1-1    | 引き分け | 2010 FIFAワールドカップ・アジア予選    |
| 22 | 2008年10月15日 | テヘラン           | 北朝鮮           | 2-1    | 勝利     | 2010 FIFAワールドカップ・アジア予選    |
| 21 | 2008年9月6日   | リヤド             | サウジアラビア   | 1-1    | 引き分け | 2010 FIFAワールドカップ・アジア予選    |
| 20 | 2008年7月22日  | テヘラン           | クウェート       | 2-0    | 勝利     | 2010 FIFAワールドカップ・アジア予選    |
| 19 | 2008年5月25日  | テヘラン           | ザンビア         | 3-2    | 勝利     | 親善試合                               |
| 18 | 2007年7月18日  | クアラルンプール   | マレーシア       | 2-0    | 勝利     | AFCアジアカップ2007                    |
| 17 | 2007 年7月15日 | クアラルンプール   | 中華人民共和国   | 2-2    | 引き分け | AFCアジアカップ2007                    |
| 16 | 2007年7月2日   | テヘラン           | ジャマイカ       | 8-1    | 勝利     | 親善試合                               |
| 15 | 2007年7月2日   | テヘラン           | ジャマイカ       | 8-1    | 勝利     | 親善試合                               |
| 14 | 2006年9月6日   | テヘラン           | シリア           | 1-1    | 引き分け | AFCアジアカップ2007予選                |
| 13 | 2006年8月16日  | ダマスカス         | シリア           | 2-0    | 勝利     | AFCアジアカップ2007予選                |
| 12 | 2005年8月24日  | テヘラン           | リビア           | 4-0    | 勝利     | 親善試合                               |
| 11 | 2005年8月24日  | テヘラン           | リビア           | 4-0    | 勝利     | 親善試合                               |
| 10 | 2005年5月29日  | テヘラン           | アゼルバイジャン | 2-1    | 勝利     | 親善試合                               |
| 9  | 2005年3月30日  | 平壌               | 北朝鮮           | 2-0    | 勝利     | 2006 FIFAワールドカップ・アジア予選    |
| 8  | 2004年11月17日 | テヘラン           | ラオス           | 7-0    | 勝利     | 2006 FIFAワールドカップ・アジア予選    |
| 7  | 2004年11月17日 | テヘラン           | ラオス           | 7-0    | 勝利     | 2006 FIFAワールドカップ・アジア予選    |
| 6  | 2004年8月6日   | 北京               | バーレーン       | 4-2    | 勝利     | AFCアジアカップ2004                    |
| 5  | 2004年７月20日 | 重慶               | タイ             | 3-0    | 勝利     | AFCアジアカップ2004                    |
| 4  | 2004年6月25日  | テヘラン           | シリア           | 4-1    | 勝利     | 西アジアサッカー選手権2004             |
| 3  | 2004年6月23日  | テヘラン           | イラク           | 2-1    | 勝利     | 西アジアサッカー選手権2004             |
| 2  | 2004年6月17日  | テヘラン           | レバノン         | 4-0    | 勝利     | 西アジアサッカー選手権2004             |
| 1  | 2003年2月      | 香港               | デンマーク       | 1-0    | 勝利     | 2003 カールスバーグカップ              |

## タイトル

### クラブ
パス・テヘラン
- ペルシアン・ガルフ・プロリーグ : 2003-04

エステグラル
- ペルシアン・ガルフ・プロリーグ : 2012-13

アル・クウェート
- クウェート・アミールカップ : 2013-14

### 代表
イラン U-23
- アジア競技大会：2002

イラン
- AFC/OFCチャレンジカップ : 2003
- 西アジアサッカー選手権 : 2004

### 個人
- AFCチャンピオンズリーグ ドリームチーム : 2013